# Списък на прякорите на американските щати
Тази статия представлява списък на прякорите на щатите в САЩ. В получерен шрифт са дадени официално признатите прякори.
- Айдахо – Щатът на скъпоценните камъни – Gem State
- Айова – Щатът на Хоукай- Hawkeye State, Щатът на царевиците – Corn State
- Алабама – Сърцето на Дикси (Heart of Dixie), Щатът на камелиите (Camellia State), Щатът на овесарките (Yellowhammer State), Щатът на памука (Cotton State)
- Аляска – Великата земя (Great Land), Вътрешният континент (Mainland State), Последната граница (Last Frontier), Земята на среднощното слънце (Land of the Midnight Sun)
- Аризона – Щатът на апачите (Apache State), Щатът на Големия каньон (Grand Canyon State), Щатът на чудесата (Wonder State)
- Арканзас – Щатът на мечките (Bear State), Земята на благоприятните възможности (Land of Opportunity), Натуралният щат (Natural State)
- Вашингтон – Щатът на вечнозелените растения – Evergreen State
- Вирджиния – Старият доминион – Old Dominion, Родината на президентите – Mother of Presidents
- Върмонт – Щатът на зелените планини – Green Mountain State
- Делауеър – Щатът на диамантите – Diamond State, Първият щат – First State
- Джорджия – Имперският щат на Юга – Empire State of the South, Щатът на прасковите – Peach State, Cracker State, Goober State
- Западна Вирджиния – Щатът на планините – Mountain State, Panhandle State
- Илинойс – Щатът на прериите – Prairie State, Земята на Линкълн – Land of Lincoln
- Индиана — Щатът на хужърите (с думата хужър (Hoosier) били наричани хората от Индиана) – Hoosier State, Hospitality State
- Калифорния — Златният щат (Golden State), Златният запад (Golden West), Щатът на Ел Дорадо (El Dorado State), Земята на млякото и меда (Land of Milk and Honey)
- Канзас – Щатът на слънчогледите – Sunflower State, Щатът на джейхокърите (с думата джейхокър (jayhawker) били наричани хората от Канзас)- Jayhawk State, Cyclone State
- Кентъки – Щатът на сините треви (букв. превод на bluegrass, което е вид трева) – Bluegrass State
- Колорадо – Стогодишният щат (Centennial State), Планинския щат (Mountain State)
- Кънектикът – Щатът на индийските орехчета – Nutmeg State, Щатът на конституцията – Constitution State, Arsenal of the Nation
- Луизиана – Щатът на пеликаните – Pelican State, Захарният щат – Sugar State, Щатът на креолите – Creole State, Bayou State, Child of the Mississippi
- Масачузетс – Щатът на залива – Bay State, Старата колония – Old Colony
- Мейн – Щатът на боровете – Pine Tree State, Vacationland
- Мериленд – Щатът на старите фронтови линии – Old Line State, Свободният щат – Free State, Monumental State, Terrapin State, Cockade State
- Минесота — Щатът на северната звезда - North Star State, Щатът на гофърите (думата гофър (gopher) означава гризач, подобен на лалугера) – Gopher State, Land of 10 000 Lakes
- Мисисипи – Щатът на магнолиите – Magnolia State
- Мисури – Щатът 'Покажи ми' – Show Me State, Щатът на кюлчетата – Bullion State, Водещият щат – Lead State, Щатът на озарките – Ozark State
- Мичиган – Щатът на лакомците, Щатът на Големите езера – Great Lakes State, Wolverine State, Mitten State, Winter Water Wonderland
- Монтана – Щатът на съкровищата – Treasure State, Големият небесен щат – Big Sky Country, The Last Best Place
- Небраска – Щатът на корнхъскърите (с думата корнхъскър (cornhusker) наричали спортистите от Университета в Небраска) – Cornhusker State, Щатът на говеждото месо – Beef State
- Невада – Сребърният щат – Silver State, Щатът на пелина – Sagebrush State, Роденият за война щат – Battle-Born State
- Ню Джърси – Щатът на градините – Garden State
- Ню Йорк – Имперският щат – Empire State
- Ню Мексико – Земята на очарованието – The Land of Enchantment, Колоритният щат – The Colorful State
- Ню Хампшър – Щатът на гранита – Granite State, Живописният щат – Scenic State
- Оклахома – Щатът на сунърите (думата сунър (sooner) се използва за заселници, настанили се на правителствена територия, преди тя да е разрешена за заселване) – Sooner State, Boomer State
- Орегон – Щатът на бобрите – Beaver State
- Охайо – Щатът на бъкайовете (думата бъкай (buckeye) означава вид див кестен) – Buckeye State, Кръстопътя на Америка
- Пенсилвания – Щатът на ключовия камък – Keystone State, Щатът на квакерите – Quaker State
- Род Айлънд – Океанският щат – Ocean State, Щатът на плантациите – Plantation State, Little Rhody
- Северна Дакота – Щатът на сиуксите – Sioux State, Щатът на спокойните градини – Peace Garden State, Щатът на фликъртейлите (думата фликъртейл (flickertail) означава вид катерица), Щатът на бурните ездачи – Flickertail State, Rough Rider State
- Северна Каролина – Старият северен щат – Old North State, Щатът на тархийлците (с думата тархийл (tar heel) били наричани някога хората от Северна Калифорния) – Tar Heel State, Терпентиновият щат – Turpentine State
- Тексас – Щатът на самотната звезда (Lonely star state)
- Тенеси – Щатът на доброволците – Volunteer State, Butternut State
- Уайоминг – Щатът на равенството – Equality State, Щатът на каубоите – Cowboy State, Щатът на равните граници – Equal Frontiers State
- Уискънсин – Щатът на язовците – Badger State, Мандрата на Америка – America's Dairyland
- Флорида – Щатът на блатистите местности – Everglade State, Слънчевият щат – Sunshine State, Orange State
- Хавайски острови – Щатът 'Алоха' (алоха означава 'здравей' и 'любов' на хавайски) – Aloha State, Pineapple State
- Южна Дакота – Щатът на койотите – Coyote State, Щатът на връх Ръшмор – Mount Rushmore State
- Южна Каролина – Щатът на палметото (думата палмето (palmetto) означава вид палма) – Palmetto State
- Юта — Щатът на пчелните кошери - Beehive State, Щатът на мормоните – Mormon State
- Окръг Колумбия